# Titularbistum Hypsus
Hypsus ist ein Titularbistum der römisch-katholischen Kirche. 
Es geht zurück auf ein früheres Bistum in der gleichnamigen antiken Stadt (heute Stemnitsa) im zentralen Hochland von Arkadien in Griechenland.
| Titularbischöfe von Hypsus |                                        |                                    |                 |                   |
| Nr.                        | Name                                   | Amt                                | von             | bis               |
| 1                          | Ferdinand Joseph Gabriel von Sarnthein | Weihbischof in Brixen (Österreich) | 25. Juni 1727   | 20. Dezember 1762 |
| 2                          | Georg Prünster                         | Weihbischof in Brixen (Österreich) | 1. Februar 1836 | 12. November 1861 |